# Mùa bão Tây Bắc Thái Bình Dương 2004
Mùa bão Tây Bắc Thái Bình Dương 2004 là một mùa bão, theo đó các xoáy thuận nhiệt đới hình thành ở vùng phía tây bắc của Thái Bình Dương. Mùa bão sẽ kéo dài trong suốt năm 2004 và phần lớn các cơn bão hình thành từ tháng 5 đến tháng 11. Bài viết này chỉ đề cập đến các cơn bão hình thành trong phạm vi của Thái Bình Dương ở Bắc Bán Cầu và từ kinh tuyến 100 đến 180 độ. Trong khu vực tây bắc Thái Bình Dương, có 2 cơ quan khí tượng hoạt động độc lập nhau, nên một cơn bão có thể có 2 tên gọi khác nhau. JMA sẽ đặt tên cho một cơn bão khi sức gió duy trì trong vòng 10 phút đạt ít nhất 65 km/h, (40 mph) ở vùng tâm bão cho bất kỳ cơn bão nào hình thành trong vùng này. Trong khi đó, PAGASA sẽ đặt tên cho một cơn bão khi nó hình thành từ một áp thấp nhiệt đới trong phạm vi theo dõi của họ giữa 135°Đ và 115°Đ và giữa 5°B-25°B thậm chí JMA đã đặt tên cho nó. Các áp thấp nhiệt đới được JTWC theo dõi và đặt tên có ký tự "W" phía trước một con số.

## Các cơn bão
Trong các cơn bão này, sức gió của JTWC sử dụng thang Saifr-Simpson nên sức gió đo được duy trì trong 1 phút. Trong khi JMA lấy sức gió 10 phút. 

### Áp thấp nhiệt đới 01W (Ambo)
Cơn xoáy thuận nhiệt đới đầu tiên của mùa bão Tây Bắc Thái Bình Dương 2004 là áp thấp 01W, hình thành ngày 10 tháng 2 ở phía Tây đảo Chuuk. Nó đi về phía tây, đi chậm do bị cắt dọc liên tục. Vào ngày 14 tháng 2, áp thấp đổi hướng đi ngược chiều kim đồng hồ, suy yếu và tan vào ngày 16.

### Bão nhiệt đới 02W (Butchoy)
Ở khu vực gần xích đạo hình thành một áp thấp nhiệt đới ở phía Nam Philippines. Nó thường đi về phía Tây Bắc, nhưng cũng có lúc đi về phía Tây Nam chút ít. Ngay trước khi cơn bão đổ bộ vào Philippines, một rãnh áp thấp đẩy nó lên phía Bắc, nơi có không khi khô và tiếp xúc với lực cắt theo chiều dọc dẫn đến việc nó tan vào ngày 23 tháng 3.

### Bão Sudal (Cosme)
Ngày 5 tháng 4, áp thấp nhiệt đới 03W bắt đầu hình thành ở giữa Chuuk và Pohnpei. Nó đi về hướng Tây Bắc, nó mạnh lên thành cơn bão nhiệt đới. Nó chuyển hướng về phía Tây, đều đặn tăng cường sức gió và trở thành một cơn bão cuồng phong vào ngày 6. Ngày 9 tháng 4, với sức gió 115 knots/130 mph, cơn bão tàn phá đảo Palau. Sau khi tàn phá đảo, Sudal đạt sức gió cao nhất 130 knots/150 mph. Cơn bão quay về phía đông bắc và trở thành áp thấp cận nhiệt đới vào 15 tháng 4. Thiệt hại ở đảo Yap, với 90% các tòa nhà bị phá hủy, 1.500 người mất nhà cửa, và một người chết (sau công bố lại là không có ai). Đây là cơn bão mạnh nhất tấn công Yap trong vòng 50 năm. "Sudal" có nghĩa là con rái cá. Sau đó nó đã bị thay thế bằng tên "Mirinae". Đây là cơn bão thứ 7 ở vùng Tây Bắc Thái Bình Dương bị đổi tên.

### Bão Nida (Dindo)
Áp thấp nhiệt đới 04W hình thành ở phía Đông Philippines trong một dải hội tụ nhiệt đới vào ngày 13 tháng 5. Áp thấp nhiệt đới này đã nhanh chóng mạnh lên thành bão nhiệt đới vào ngày 14 và chỉ 6 giờ sau đã mạnh lên thành bão cuồng phong. Vào ngày 15 và 16 tháng 5, trong lúc di chuyển về phía Tây Bắc hướng về quốc đảo Philippines, Nida đạt đỉnh cường độ - một siêu bão cấp 5 với sức gió 1 phút là 140kn/160 mph, và đi qua phía đông của quốc đảo này. Nida yếu đi một chút khi ma sát với quốc đảo, rồi bắt đầu di chuyển theo hướng Bắc - Đông Bắc do chịu ảnh hưởng của áp cao cận nhiệt đới. Bão trở thành xoáy nghịch nhiệt đới ở phía Đông Nhật Bản vào ngày 21, sau khi cướp đi sinh mạng 31 người cùng thiệt hại 1,3 triệu USD. "Nida" là tên một phụ nữ, được đặt bởi Thái Lan.
Tại Philippines, các trung tâm sơ tán bão đã mở cửa để đón 2.096 người vào tránh trú. Bão tiếp cận làm hoạt động của nhiều bến phà bị hoãn lại và khiến 15.057 hành khách bị mắc kẹt. Tại Đài Loan, các chuyên gia khí tượng đã ban hành cảnh báo khi dự đoán có xác suất là bão sẽ đánh vào Đài Loan.

### Áp thấp nhiệt đới 05W
JTWC đánh ký hiệu áp thấp này là 05W, cho rằng 05W đã đạt cường độ bão nhiệt đới. Cơ quan khí tượng Nhật Bản không theo dõi áp thấp này. 05W được Trung tâm Dự báo Khí tượng Thủy văn Trung ương Việt Nam theo dõi và được đánh tên hiệu "Áp thấp nhiệt đới tháng V".

### Bão Omais (Enteng)
- Cấp bão (Nhật Bản): - 95 km/h (bão nhiệt đới dữ dội) - áp suất 985hPa
- Cấp bão (Hoa Kỳ): 110 km/h (bão nhiệt đới) - ban đầu là bão cuồng phong cấp 1 (120 km/h).

### Bão Conson (Frank) - Bão số 1
- Cấp bão (Việt Nam): cấp 12 - bão cuồng phong.
- Cấp bão (Nhật Bản): 150 km/h - bão cuồng phong, áp suất 960hPa
- Cấp bão (Hoa Kỳ): 195 km/h - bão cuồng phong cấp 3.

### Bão Chanthu (Gener) - Bão số 2
- Cấp bão (Việt Nam): cấp 11 - bão nhiệt đới dữ dội
- Cấp bão (Nhật Bản): 110 km/h - bão nhiệt đới dữ dội, áp suất 975hPa.
- Cấp bão (Hoa Kỳ): 140 km/h - bão cuồng phong cấp 1.
- Chanthu là một cơn bão trái mùa đổ bộ vào các tỉnh Nam Trung Bộ, không theo quy luật.

### Bão Dianmu (Helen)
- Cấp bão (Nhật Bản): 185 km/h - bão cuồng phong. ÁP suất 915 hpa.
- Cấo bão (Hoa Kỳ): 280 km/h - siêu bão cấp 5.

### Bão Mindulle (Igme)
- Cấp bão (Nhật Bản): Bão cuồng phong.
- Cấp bão (Hoa Kỳ): Bão cuồng phong cấp 4.

### Bão Tingting
Cái tên "Tingting" về sau được thay thế bằng tên "Lionrock".
- Cấp bão (Nhật Bản); 150 km/h - Bão cuồng phong cấp 1. Áp suất 955hPa
- Cấp bão (Hoa Kỳ): 80 hải lý/giờ - bão cuồng phong cấp 1.

### Bão Kompasu (Julian) - Bão số 3
- Cấp bão (Việt Nam): cấp 8-9 - bão nhiệt đới.
- Cấp bão (Nhật Bản); 85 km/h - bão nhiệt đới. Áp suất:992hPa
- Cấp bão (Hoa Kỳ): 45 hải lý/giờ - bão nhiệt đới.

### Bão Namtheun
- Cấp bão (Nhật Bản): 155 km/h - bão cuồng phong
- Cấp bão (Hoa Kỳ): 115 hải lý/giờ - bão cuồng phong cấp 4.

### Bão Malou
- Cấp bão (Nhật Bản): 75 km/h - bão nhiệt đới.
- Cấp bão (Hoa Kỳ): 35 hải lý/giờ - bão nhiệt đới

### Bão Meranti
- Cấp bão (Nhật Bản): 140 km/h - bão cuồng phong
- Cấp bão (Hoa Kỳ): 90 hải lý/ giờ bão cuồng phong cấp 2

### Áp thấp nhiệt đới Pablo
Cái tên Pablo của Philippines  sau này bị đổi thành Pepito.

### Áp thấp nhiệt đới Winnie
Áp thấp nhiệt đới Winnie lần đầu tiên được xác định bởi Cơ quan Quản lý Dịch vụ Khí quyển, Địa vật lý và Thiên văn học Philippine vào ngày 27 tháng 11 dưới dạng áp thấp nhiệt đới ở phía đông Philippines. Một cơn bão có tổ chức kém, Trung tâm Cảnh báo Bão Liên hợp(JTWC) đã ban hành một cảnh báo hình thành lốc xoáy nhiệt đới vào ngày 29 tháng 11. Theo dõi tây-tây bắc, Winnie đổ bộ vào miền nam Luzon.  Khi di chuyển trên đất liền, trầm cảm đạt được cường độ đỉnh của nó với gió 55 km/h (35 mph) và áp suất khí quyển là 1000 mbar (hPa; 29,53 inHg).  Sau khi vượt qua đất đai, hệ thống bắt đầu suy yếu trước khi vào biển Đông. Khi trên biển, Winnie quay về phía tây bắc, di chuyển dọc theo bờ biển phía tây Luzon trong suốt ngày 29 tháng 11. Đầu ngày hôm sau, các tư vấn về trầm cảm chấm dứt. Winnie được ghi nhận lần cuối ngoài khơi bờ biển phía tây bắc Luzon.
Mặc dù một cơn bão nhiệt đới yếu, áp thấp nhiệt đới Winnie đã mang lại lượng mưa xối xả cho phần lớn Visayas và Luzon. Các ước tính ban đầu cho thấy ít nhất 300 người đã thiệt mạng do bão. Tuy nhiên, theo thời gian, nó đã được phát hiện rằng ít nhất 842 người thiệt mạng và 751 người khác đã mất tích, tổng cộng 1.593 người. Thiệt  hại từ nó được ước tính là 678,7 triệu peso Philippines (14,6 triệu USD).

## Tên bão

### Tên quốc tế
Các xoáy thuận nhiệt đới được đặt tên theo danh sách bên dưới do Trung tâm Khí tượng Chuyên ngành Khu vực ở Tokyo, Nhật Bản, khi một xoáy thuận đạt đến độ mạnh của bão. Các tên gọi do các thành viên của ESCAP/WMO Typhoon Committee đề xuất. Mỗi nước trong số 14 nước và vùng lãnh thổ thành viên đưa ra 10 tên gọi, được sử dụng theo thứ tự ABC, bằng tên tiếng Anh của quốc gia đó. Sau đây là các tên gọi đã đặt cho các cơn bão năm 2013.
| - Sudal (0401) - Nida (0402) - Omais (0403) - Conson (0404) - Chanthu (0405) - Dianmu (0406) | - Mindulle (0407) - Tingting (0408) - Kompau (0409) - Namtheun (0410) - Malou (0411) - Meranti (0412) | - Rananim (0413) - Malakas (0414) - Megi (0415) - Chaba (0416) - Aere (0417) - Songda (0418) | - Sarika (0419) - Haima (0420) - Meari (0421) - Ma-on (0422) - Tokage (0423) - Nock-ten (0424) | - Muifa (0425) - Merbok (0426) - Nanmadol (0427) - Talas (0428) - Noru (0429) |

### Tên ở Philippines
PAGASA sử dụng cách đặt tên riêng của mình cho cơn bão nhiệt đới trong khu vực theo dõi của họ. PAGASA đặt tên cho áp thấp nhiệt đới đã hình thành trong khu vực theo dõi của họ và bất kỳ cơn bão nhiệt đới có thể di chuyển vào khu vực theo dõi của họ. Nên danh sách các tên trong năm đó bị sử dụng hết, tên sẽ được lấy từ một danh sách phụ trợ, các bão đầu tiên được hình thành mỗi năm trước khi mùa bão bắt đầu. Tên còn lập lại (chưa được dùng) từ danh sách này sẽ được sử dụng một lần nữa trong mùa bão năm 2008. Tên mà chưa được sử dụng hay sẽ sử dụng được đánh dấu Ví dụ (chưa sử dụng).
| - Ambo (01W) - Butchoy (02W) - Cosme (0401) - Dindo (0402) - Enteng (0403) | - Frank (0404) - Gener (0405) - Helen (0406) - Igme (0407) - Julian (0409) | - Karen (0413) - Lawin (0415) - Marce (0417) - Nina (0418) - Ofel (0420) | - Pablo - Quinta (0421) - Rolly (0422) - Siony (0423) - Tonyo (0424) | - Unding (0425) - Violeta (0426) - Winnie - Yoyong (0427) - Zosimo (0428) |

Danh sách dự phòng

| - Alakdan (chưa sử dụng) - Baldo (chưa sử dụng) | - Clara (chưa sử dụng) - Dencio (chưa sử dụng) | - Estong (chưa sử dụng) - Felipe (chưa sử dụng) | - Gardo (chưa sử dụng) - Heling (chưa sử dụng) | - Ismael (chưa sử dụng) - Julio (chưa sử dụng) |

### Tại Việt Nam
Ở Việt Nam, một cơn bão được đặt số hiệu khi nó đi vào vùng thuộc phạm vi theo dõi của Trung tâm Dự báo Khí tượng Thủy văn Việt Nam được xác định trên biển Đông phía Tây kinh tuyến 120 độ kinh Đông và phía bắc vĩ tuyến 10 độ vĩ Bắc. Số hiệu của bão được đặt theo số thứ tự xuất hiện của nó trong năm. Nếu cơn bão "Ví dụ" xuất hiện lần 1 mà đi vào vùng biển Việt Nam thì tên bão sẽ là "Bão số 1" và tương tự, các cơn số 2, 3, 4,... cũng được đặt như vậy.
| - Bão Conson là bão số 1 (ra khỏi biển Đông) - Bão Chanthu là bão số 2 (đổ bộ vào Bình Định) - Bão Kompasu là bão số 3 (đổ bộ Nam Trung Quốc) - Bão Muifa là bão số 4 (đổ bộ Cà Mau) - Bão Nammadol là bão số 5 (chuyển thành xoáy thuận ngoại nhiệt đới ở Đông Bắc Biển Đông và là trường hợp hiếm gặp). |